# Arthur Lescarts
Arthur Lescarts (Mons, 5 octobre 1835 - Saint-Josse-ten-Noode, 5 octobre 1918) est un avocat, industriel et homme politique belge membre du parti libéral.

## Biographie
Louis Gustave Arthur Lescarts, né à Mons le 5 octobre 1835, est le fils de l'avocat montois Gustave Lescarts et de Caroline Dejardin. Dans sa jeunesse, il a fréquenté Charles Rogier et il était l'ami de Barthélémy Dumortier. 
Il obtient son diplôme de docteur en droit à l'Université de Liège et est nommé avocat près le Tribunal de première instance de Mons en 1861. 
Le 14 mai 1861, il épouse Juliette Lebeau, fille de Charles Lebeau, bourgmestre de Charleroi. Il s'associe notamment avec ce dernier dans la création et le développement d'industries dans la province de Hainaut. Il est administrateur de la SA  des Produits Céramiques de Baudour et de la SA des Charbonnages du Centre de Gilly et président du Conseil d'administration de la Société en commandite pour la Fabrication de Sucre de Betterave de Marche-lez-Ecaussines.
Au niveau politique, il est élu conseiller communal en février 1880 puis bourgmestre de Mons le 5 mars 1880. Il démissionne de sa fonction de bourgmestre en février 1881 et de sa fonction de conseiller communal en septembre 1881. Il est conseiller provincial du Hainaut de 1868 à 1870 et député de Mons de 1870 à 1894. D'un caractère vif, son rôle à la chambre des représentants est marqué par son vibrant réquisitoire en 1873 contre le Premier ministre Jules Malou qui déchaîna un gros orage parlementaire.

## Distinction
- Officier de l'ordre de Léopold par l'Arrêté royal du 6 juin 1866 (Belgique)[8].

## Sources
- Jean-Luc De Paepe & Christiane Raindorf-Gerard, Le Parlement belge, 1831-1894, Bruxelles, 1996.